# Plethodon jordani
Plethodon jordani är en groddjursart som beskrevs av Willis Blatchley 1901. Plethodon jordani ingår i släktet Plethodon och familjen lunglösa salamandrar. IUCN kategoriserar arten globalt som nära hotad. Inga underarter finns listade i Catalogue of Life.